# Karl Pötsch (Politiker, 1823)
Karl Pötsch (* 1. November 1823 in Kollegg, Gem. St. Andrä im Lavanttal, Bez. Wolfsberg; † 28. Januar 1899 in St. Johann im Lavanttal) war ein österreichischer Landwirt und Politiker.

## Leben
Pötsch war der Sohn des Pächters des Gutes Kollegg Josef Pötsch (* 1775; † 31. Dezember 1849) und dessen Ehefrau Magdalena geb. Größing (* 1785; † 21. Juli 1862).
Karl Pötsch lebte als Landwirt vulgo Fellner in St. Stefan im Lavanttal.
Er war römisch-katholisch und heiratete am 9. September 1846 Maria Zellbacher (* 1820; † 1849). Aus der Ehe gingen keine Kinder hervor. Nach dem Tod der ersten Ehefrau heiratete er am 26. November 1850 Kunigunde Drescher (* 10. Januar 1830; † 20. Dezember 1891). Aus der zweiten Ehe gingen ein Sohn und drei Töchter hervor.

## Politik
Karl Pötsch war 37 Jahre lang Bürgermeister in St. Stefan im Lavanttal. Vom 26. September 1882 bis zum 29. Mai 1884 war er Abgeordneter im Kärntner Landtag für den Wahlkreis LGM 3 Wolfsberg. Er wurde in einer Nachwahl vom 31. Juli 1882 nach dem Rücktritt von Josef Ottitsch und Georg Pongratz gewählt. Er gehörte dem Klub Deutschklerikal an. Er wurde mit dem Goldenen Verdienstkreuz ausgezeichnet.